# Afronaso gryphus
Afronaso gryphus är en insektsart som beskrevs av Vladimir M. Gnezdilov och Thierry Bourgoin 2009. Afronaso gryphus ingår i släktet Afronaso och familjen Caliscelidae.
Artens utbredningsområde är Madagaskar. Inga underarter finns listade i Catalogue of Life.